# Piękne dzielnice
Piękne dzielnice (Les beaux quartiers) – powieść Louisa Aragona, druga z cyklu Świat rzeczywisty, opublikowana po raz pierwszy w 1936 i nagrodzona w tym samym roku Nagrodą Renaudot.
W języku polskim powieść została opublikowana w 1950 w przekładzie Krystyny Dolatowskiej.

## Okoliczności powstania utworu
Aragon ukończył pracę nad powieścią 10 czerwca 1936. Na kształt utworu znaczący wpływ miała bieżąca sytuacja polityczna Francji - zwycięstwo wyborcze Frontu Ludowego.

## Treść
Akcja utworu rozpoczyna się w fikcyjnym, prowincjonalnym miasteczku Sérianne. Dominującą postacią lokalnego życia politycznego jest od lat doktor Barbentane, członek Partii Radykalnej, średni przedsiębiorca, wyznający paternalizm w swoich stosunkach z robotnikami. Planuje on, że jego pozycję odziedziczy pierwszy syn Edmund, studiujący w Paryżu medycynę, zaś młodszy Armand, wykonując wolny zawód, również dołączy do grona lokalnej klasy drobnych posiadaczy.
Pod wpływem własnych obserwacji, związanych z pojawieniem się w Sérianne działaczy socjalistycznych, jak i samobójstwem wykorzystanej przez jego ojca służącej, Armand zaczyna jednak interesować się - początkowo z mieszanymi uczuciami - losem robotników. Narastający konflikt z ojcem skłania go wreszcie do ucieczki z domu i przeniesienia się do Paryża, gdzie - nie uzyskawszy spodziewanej pomocy od brata, który wypędza go - Armand szybko wpada w całkowitą nędzę. Tymczasem Edmund, pragnąc przede wszystkim wieść łatwe i przyjemne życie, romansuje najpierw z panią Beurdeley, żoną dyrektora szpitala, w którym pracuje, a następnie z Carlottą, luksusową kurtyzaną i zarazem kochanką magnata przemysłowego Quesnela.
Za sprawą Carlotty Edmund zostaje hazardzistą, a następnie zostaje wplątany w zabójstwo pani Beurdeley. Nie trafia do więzienia dzięki wpływom Quesnela, który godzi się dzielić z nim Carlottę, a także wprowadzić młodzieńca do elit finansowych i politycznych - "twierdzy pięknych dzielnic". W tym samym czasie Armand podejmuje pracę w fabryce samochodów Wisnera, ostatecznemu uformowaniu ulega jego światopogląd socjalistyczny.

## Cechy utworu

### Piękne dzielnicejako powieść o dojrzewaniu
Louis Aragon chciał, aby Piękne dzielnice stanowiły rozwinięcie wątku podjętego w poprzednim tomie tekstu - przechodzenia przedstawicieli zamożnych warstw społecznych na stronę ruchu socjalistycznego. Sam określał dzieło jako powieść o "wejściu w świat rzeczywisty"Zdając sobie sprawę z niedociągnięć kompozycyjnych poprzedniego dzieła, ze szczególną uwagą rozbudował tło społeczne utworu, by w sposób bardziej wnikliwy ukazać przyczyny i konsekwencji przemiany bohatera porzucającego własne środowisko - Armanda Barbentane'a.
Pod wpływem doświadczeń z działalności we Francuskiej Partii Komunistycznej w okresie formowania się we Francji Frontu Ludowego Aragon postanowił uczynić głównymi bohaterami dzieła ludzi młodych, którzy poszukują swojej drogi życiowej, buntując się przeciw swojemu środowisku i planom rodziców wobec siebie. Pisarz był zdania, że właśnie w młodym wieku podejmowana jest ostateczna decyzja życiowa - poparcie ruchu socjalistycznego lub rozpoczęcie działań na rzecz wzbogacenia się. Aragon uważał jednak, że jedynie wybór pierwszy jest decyzją godną pochwały. W celu przekazania czytelnikowi tego przekonania dokonał w niej zestawienia dwóch braci - Edmunda i Armanda Barbentane.

#### Postać Armanda Barbentane
Armand w intencji autora został zaplanowany jako pierwszy w cyklu bohater całkowicie pozytywny, mający stanowić dowód, iż człowiek może - zwłaszcza w młodości - przełamać negatywny wpływ środowiska, o ile potrafi we wnikliwy sposób przyglądać się otaczającemu go światu. Przeznaczony przez rodziców do kariery duchownej, Armand początkowo szczerze wierzy w Boga i chce zostać kapłanem. Przyjęcie święceń ma być dla niego drogą ucieczki z otaczającego go świata, którego nienawidzi, i szansą na pełną samorealizację. Pod wpływem lektur traci jednak wiarę. Początkowo pragnie mimo tego zostać duchownym i zrobić karierę w Kościele katolickim, następnie  postanawia zostać aktorem. Szereg incydentalnych wydarzeń (m.in. samobójstwo służącej wykorzystanej przez jego ojca) skłania go do ucieczki z domu i poszukiwania nowej tożsamości wśród robotników. Armand zastanawia się również nad sensem całego życia, mechanizmami funkcjonowania społeczeństwa. Stopniowo doświadczenie wykonywania pracy fizycznej, a następnie obserwacja strajku, ostatecznie rozstrzygają o uformowaniu się jego socjalistycznego światopoglądu. Aragon podkreśla przy tym fakt, że o jego przemianie przesądziły nie rozważania teoretyczne ani rozmowy z działaczem socjalistycznym Vinetem, a osobiste przeżycia.

#### Postać Edmunda Barbentane
Drogę odwrotną przechodzi Edmund, początkowo student medycyny i sympatyk sztuki, gotowy zarabiać na życie ciężką pracę, który traci wszystkie ideały pod wpływem dążącego jedynie do bogacenia się środowiska. Uosobieniem cech tego środowiska jest w utworze Joseph Quesnel - bezwzględny wobec swoich pracowników amoralny rozpustnik. Cechy te, w toku akcji, Edmund bezrefleksyjnie przejmuje. Tworząc tę postać, Aragon nawiązywał do dziewiętnastowiecznych francuskich bohaterów literackich, którzy przybywali z prowincji do Paryża w celu zrobienia kariery: Juliana Sorela i Eugeniusza de Rastignaka. Podkreślał jednak, że współcześni arywiści nie potrzebują już energii i kreatywności, jakiej nie odmawiał postaciom z powieści Balzaka i Stendhala. Edmund, który początkowo pragnie zdobywać pozycję poprzez studia i pracę, a następnie dopuszcza konieczność popełniania przestępstw w celu szybkiego wzbogacenia się, odkrywa, że w rozwiniętym społeczeństwie kapitalistycznym wystarcza mu nawiązanie korzystnego romansu.

### Piękne dzielnicejako analiza społeczna
Roger Garaudy uważa Piękne dzielnice za przykład dzieła dokonującego analizy społecznej w duchu realizmu socjalistycznego, rozwijającego wątki podjęte już w poprzedniej części cyklu. Sam Aragon zgadzał się z taką oceną jego pracy i podkreślał polityczne znaczenie tekstu.
Analiza społeczna w powieści została przedstawiona na dwóch poziomach, co nawiązuje do struktury powieści Czerwone i czarne. Pierwsza część utworu przedstawia stosunki panujące w prowincjonalnym miasteczku Sérianne (ukazanym jako mikrokosmos stosunków społecznych we Francji), zaś kolejne - sytuację w Paryżu. W odróżnieniu od Dzwonów Bazylei, w których ukazane zostały jedynie związki pomiędzy rządem a wielkim biznesem, Piękne dzielnice podejmują próbę ukazania podobnych koneksji również na poziomie lokalnym. Znaczącą różnicą w porównaniu z poprzednim dziełem jest również stałe kontrastowanie położenia robotników z sytuacją warstwy zamożnej, nie zaś koncentrowanie się w osobnych częściach najpierw na pierwszej, a następnie drugiej grupie. Aragon pogłębia przy tym charakterystykę obydwu środowisk przedstawioną w poprzedniej części cyklu, starając się w większym stopniu zróżnicować bohaterów i zrezygnować z jednoznacznych schematów postępowania.
Piękne dzielnice pozostają jednak powieścią pisaną w oparciu o z góry założoną tezę – pieniądz i bogacenie się to czynniki niszczące osobowość człowieka. Aragon podkreśla związki między światem francuskich kapitalistów a środowiskiem przestępczym, intrygami politycznymi i działalnością agentów-prowokatorów policyjnych. Miejscem symbolicznym, ukazującym ich wzajemne powiązania, staje się paryski Passage Club, gdzie spotykają się przedstawiciele wszystkich wymienionych grup. Pragnienie bogactwa i władzy uzależnia, a ponadto odbiera zdolność odróżniania dobra od zła (doktor Barbentane zataja śmierć pobitego robotnika, przemysłowiec Wisner traktuje wojnę jedynie jako okazję do pomnażania fortuny). Człowiek przebywający na stałe w świecie "pięknych dzielnic", tj. wśród burżuazji, w pewnym momencie zupełnie traci umiejętność czynienia dobra, gdyż rozumuje w kategoriach obcych etyce. Temat ten Aragon rozwinął w kolejnej części cyklu, Pasażerach z dyliżansu. Część postaci przedstawicieli zamożnych warstw społecznych i mieszczaństwa została wprowadzona do utworu, by uwypuklić proces przemiany i awansu społecznego Edmunda.
Kulminacyjny punkt powieści stanowią rozdziały XVII-XIX, w których zawarte zostały opisy najpierw środowiska przemysłowców, a następnie robotniczej manifestacji. Obraz ten ukazuje dwie siły, które zdaniem Aragona toczą ze sobą bezkompromisową walkę.
W porównaniu z Dzwonami Bazylei Aragon wprowadził do ukazanej w powieści analizy społecznej element świadomości narodowej. Do tej pory uważał odwoływanie się do symboliki narodowościowej i podkreślanie przynależności narodowej za domenę prawicy, niezgodną z poglądami marksistowskimi. W Pięknych dzielnicach, pod wyraźnym wpływem ewolucji oficjalnych idei Francuskiej Partii Komunistycznej, historia narodowa, zwłaszcza nowożytna, została utożsamiona z dziejami ruchu robotniczego danego państwa. Jako prawdziwi patrioci są przedstawieni walczący o lepszy byt pracownicy. Świat burżuazji ("twierdza pięknych dzielnic") jedynie pozornie ma coś wspólnego z prawdziwą Francją, którą w rzeczywistości jedynie wykorzystuje dla własnych doraźnych celów.
W swojej interpretacji roli robotników Aragon idzie jeszcze dalej, określając świat pracy jako jedyny świat rzeczywisty i traktując wszystkie próby poszukiwania szczęścia poza nim (w stanie duchownym, poprzez sztukę, poprzez bogacenie się) jako ucieczkę od rzeczywistości.

#### Sposób przedstawiania miejsc
Kontrast pomiędzy robotnikami i warstwą posiadającą jest główną osią analizy społecznej w utworze, zgodnie ze stylistyką socrealistyczną. W Pięknych dzielnicach szczególną techniką budowania takiej antytezy jest przedstawianie alternatywnych opisów miejsc z punktu widzenia przedstawicieli pracowników i właścicieli. Aragon zerwał tym samym z przedstawionym niegdyś w dziele Wieśniak paryski opisem stolicy Francji – niegdyś przedstawiany jako miejsce cudowne i umożliwiające wyjątkowe przeżycia, w Pięknych dzielnicach staje się głównym centrum francuskiego kapitalizmu, w którym koncentruje się niszcząca siła pieniądza. 

### Znaczenie utworu
Sam Aragon w następujący sposób opisywał znaczenie Pięknych dzielnic dla swojej twórczości:

Książka ta, następna po Dzwonach Bazylei, jest jak i tamta częścią długiego świadectwa, jakie przynoszę od początków mego życia aż do ostatniej chwili walki, kiedy stanowię jedno z milionami Francuzów, którzy domagają się Chleba, Pokoju, Wolności